# Société des établissements modernes de mécanique

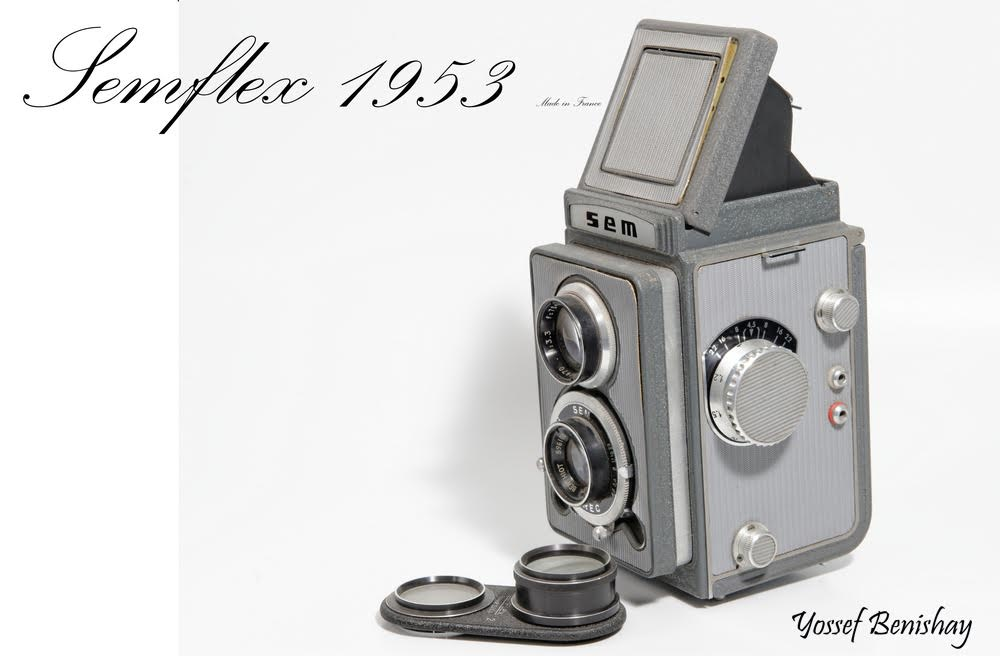
Semflex, modèle de 1953.

La SEMM, Société des Établissements Modernes de Mécanique, appelée également SEM, est une société de fabrication d'appareils photographiques fondée par Jean Cros et Paul Royet. 
Établie tout d'abord à Saint-Étienne (Loire), elle déménage en 1947 à Aurec (Haute-Loire). Elle est notamment réputée pour son appareil à double objectif le Semflex.

## Historique
L'histoire de cette maison — qui ne porte pas encore de nom — débute en 1942 avec l'appareil Reyna développé par l'entreprise parisienne Cornu. Cette dernière cherche alors à produire son appareil en dehors de la zone occupée et accorde une licence à l'industriel Jean Cros qui s'associe au technicien en mécanique Paul Royet pour réaliser son appareil qui se nommera le Reyna-Cross.
Après la Libération, l'entreprise stéphanoise prend le nom de SEMM pour développer ses propres appareils sans licence Cornu, et déménage dans le même temps à Aurec dans une ancienne usine de tissage. Le Reyna-Cross prend le nom de SEM Kim. L'entreprise prendra rapidement le nom de SEM.
À partir de juillet 1948 commence la fabrication des Semflex qui seront la plus importante gamme de reflex à deux objectifs 6 × 6 fabriquée en France.
L'activité cesse en 1989.

## Appareils photographiques

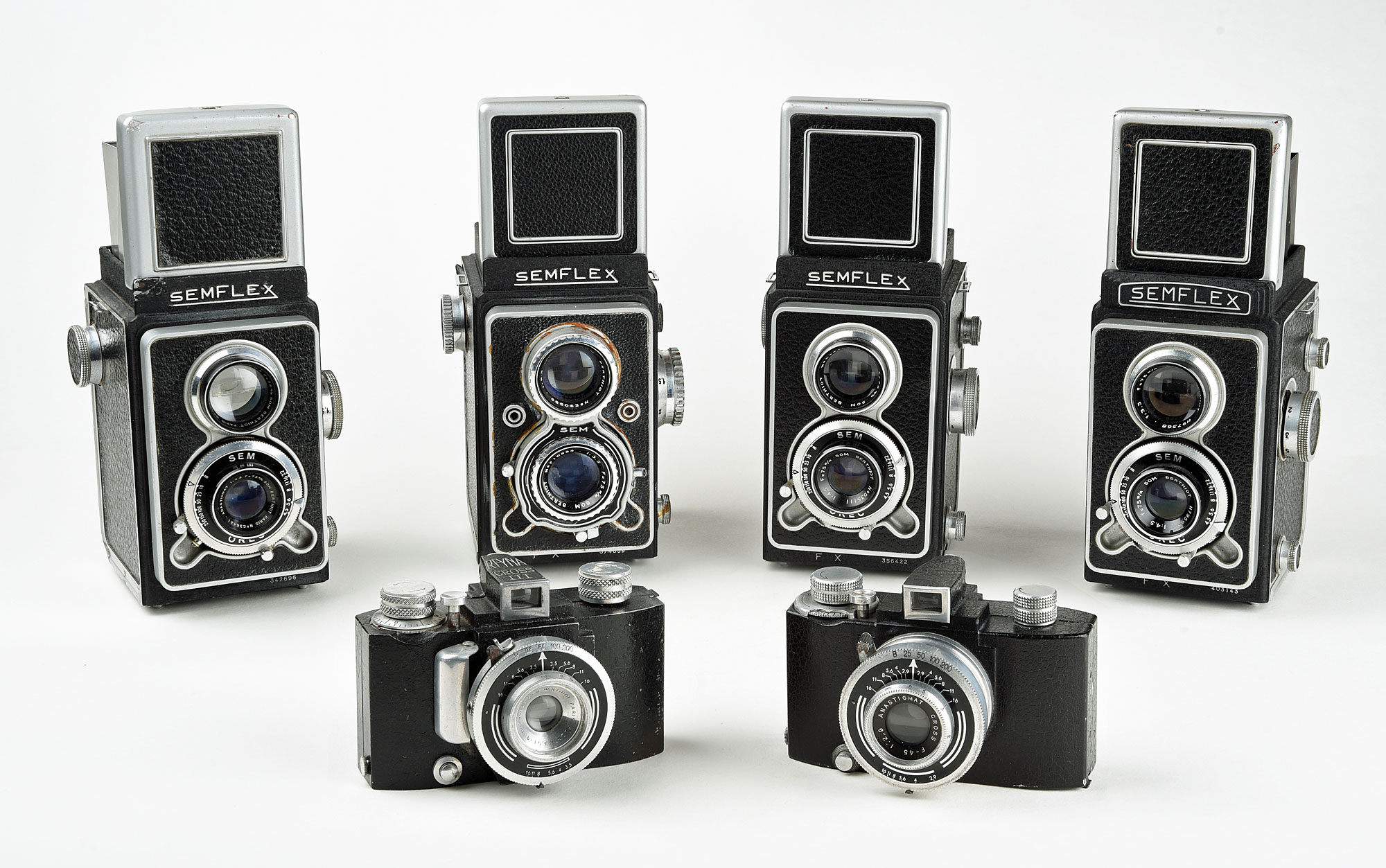
Semflex T950, Semflex standard 3.5, deux Semflex standard 4.5, Reyna Cross III et Sem Kim.

- SEM Kim - Appareil inspiré du Reyna-Cross Cornu.
- Kim II
- Orénac
- Orénac III
- Baby Orénac
- Orénac 235
- Baby SEM
- Babyjoy
- Baby Lord
- Semflex I
- Semflex II
- Semflex Otomatic
- Semflex S
- Semflex T.950
- Semflex Otomatic B
- Semflex semi Otomatic
- Semflash
- Semflex Joie de vivre : version automatique très simple d'utilisation du Semflex dans un coffret et une finition haut de gamme, mais fut un échec commercial (1958)[4].
- Semflex Studio
- Colorado
- Challenger